# José Armando Caro
José Armando Caro (Cerrillos, 29 de septiembre de 1910-ibídem, 29 de diciembre de 1985) fue un político argentino del Partido Justicialista. Fue legislador en la provincia de Salta durante el primer peronismo, interventor federal en la provincia de Santiago del Estero en 1955, diputado nacional por Salta (elegido en 1962 y en 1963-1966) y senador nacional por la misma provincia (elegido en 1955 y de 1973 a 1976).

## Biografía
Nació en Cerrillos en septiembre de 1910.
Estudió en las Facultades de Derecho de las universidades de Córdoba y La Plata, graduándose de abogado y de escribano. Durante su etapa universitaria se convirtió en un líder estudiantil activo y fue elegido presidente del Centro de Estudiantes de Derecho y, más tarde, presidente de la Federación Universitaria de La Plata. También representó a sus compañeros como miembro del directorio de la Federación Universitaria Argentina. También se inició en política en organizaciones juveniles de la Unión Cívica Radical yrigoyenista, siendo miembro de la Juventud Radical salteña.
En 1943 se desempeñó como asesor de varios sindicatos en Salta y en 1946 como asesor de Ferrocarriles del Estado. También ha sido profesor de derecho en el Colegio Nacional Manuel Antonio de Castro y en la Escuela Nacional de Comercio Doctor Hipólito Yrigoyen en la ciudad de Salta.
Adhirió al peronismo y en 1947 fue jefe de policía en Salta. En 1949 fue designado ministro de Gobierno en el breve gobierno interino de Emilio Baudilio Espelta. En 1948 había sido elegido a la cámara de senadores provincial por el departamento de Iruya, y en 1949 fue miembro de la convención constituyente que reformó la constitución salteña. Entre 1950 y 1954 fue miembro de la Cámara de Diputados de la Provincia de Salta por el departamento de la Capital, siendo presidente del cuerpo de 1951 a 1952 y presidente del bloque del Partido Peronista.
En las elecciones legislativas de 1955 fue elegido senador nacional por Salta para el período 1955-1961. Pero en febrero de ese año, el presidente Juan Domingo Perón lo designó interventor federal de la provincia de Santiago del Estero, reemplazando al gobernador Francisco Javier González. Estuvo en el cargo hasta el golpe de Estado de septiembre de 1955, siendo después detenido.
Durante la dictadura de la autoproclamada Revolución Libertadora, fue miembro del Comando Táctico del movimiento peronista. En 1962 fue presidente de la Junta Promotora del Justicialismo. También ejerció el periodismo político.
En 1962 fue elegido senador provincial por el departamento de Metán y diputado nacional por Salta por el Partido Laborista Nacional. Iba a asumir el segundo cargo pero los resultados de las elecciones fueron anulados por José María Guido. Fue reelegido diputado nacional al año siguiente. Su mandato se extendía hasta 1967, pero fue interrumpido por el golpe de Estado de junio de 1966. Durante este período, presidió la comisión de Legislación Penal y de reforma del Código Penal, integró el bloque de Movimientos Populares Provinciales y fue delegado argentino al Parlamento Latinoamericano.
De 1971 a 1973 fue delegado reorganizador del Partido Justicialista en Salta y entre 1975 y 1983 se desempeñó como presidente del Tribunal Nacional de Disciplina del partido. En 1973 volvió a ser elegido senador nacional por Salta, siendo presidente de la Comisión de Comunicaciones y Transportes. Su mandato, que concluía en 1977, fue interrumpido por el golpe de Estado del 24 de marzo de 1976.
En 1982 formó parte del Movimiento de Unidad, Solidaridad y Organización dentro del justicialismo y en 1984 apoyó el Tratado de Paz y Amistad entre Argentina y Chile.
Estuvo casado con María Elena Figueroa, con quien tuvo ocho hijos, entre ellos Armando Caro Figueroa.
De forma paralela a su carrera, en 1929 se inició en la radio. Participó en organizaciones de radioafición y de 1948 a 1951 fue director técnico de LV9 Radio Provincia de Salta. En 1963 participó en la instalación del primer canal de televisión por cable de Salta.
Falleció en Cerrillos en diciembre de 1985. A modo de homenaje, la Cámara de Diputados salteña impuso su nombre a la biblioteca del cuerpo legislativo. También existe en Cerrillos una biblioteca privada con su nombre, administrada por sus descendientes.